# Georg Joseph Sidler
Georg Joseph Sidler (Zugo, 25 giugno 1782 – Zurigo, 27 maggio 1861) è stato un politico svizzero. Fu membro del Consiglio nazionale, Landamano del canton Zugo e sindaco di Zugo.

## Biografia

### Attività politica nel canton Zugo
Figlio di Georg Damian Sidler e di Elisabeth Bossard, studiò filosofia a Friburgo in Brisgovia e frequentò corsi di filosofia, diritto, matematica e astronomia a Salisburgo e Vienna. Sostenitore dell'Elvetica, all'età di 17 anni fu segretario della Camera amministrativa del canton Waldstätten. Occupò diverse cariche all'interno del canton Zugo: Direttore della polizia nel 1808, membro dell'esecutivo cantonale dal 1809 al 1838, membro dell'Assemblea costituente nel 1814 e membro del parlamento cantonale dal 1838 al 1844). Sindaco di Zugo tra il 1820 e il 1825 e tra il 1834 e il 1837, ne migliorò il sistema scolastico.
Di orientamento liberale, in veste di Vicelandamano (1815-1818, 1820-1822 e 1832-1838) e Landamano (1818-1834, in alternanza per periodi di due anni) influenzò profondamente la politica cantonale durante la Restaurazione e all'inizio della Rigenerazione. Fu inoltre per anni presidente del tribunale cantonale di Zugo e capitano generale dal 1829 al 1838. Si sposò due volte, prima con Josepha Landtwing, figlia di Karl Oswald, orologiaio, e poi con Maria Verena Moos, figlia di Franz Thaddä, Consigliere e bottegaio.

### Trasferimento e elezione al Consiglio nazionale
Delegato alla Dieta federale a partire dal 1810, godette di grande stima anche a livello nazionale. A livello cantonale fu invece oggetto di attacchi da parte dell'opposizione cattolica conservatrice in via di rafforzamento. Dopo essersi adoperato nel 1832 per la revisione del Patto federale, nel 1833 fu destituito dalla carica di delegato alla Dieta federale e l'anno seguente non fu più eletto Landamano. Revisore federale delle dogane dal 1837 al 1848, propose di uniformare i regolamenti doganali svizzeri e in particolare di abolire le dogane cantonali.
Nel 1839 trasferì il domicilio a Unterstrass, nel canton Zurigo, dove possedeva una tenuta di campagna. Inizialmente continuò a far parte del legislativo zughese, ma poi divenne deputato al Gran Consiglio zurighese dal 1845 al 1861 e al Consiglio nazionale nel gruppo liberale radicale di Alfred Escher dal 1848 al 1861. Nel 1848 inaugurò la prima seduta del Consiglio nazionale in qualità di decano. Fu commissario federale nel Ticino dal 1848 al 1849 e a Ginevra nel 1850, nonché più volte presidente della Società elvetica.